# Piscis Austrinus
Piscis Austrinus, el Pez Austral o Piscis Australis fue una de las 48 constelaciones listadas por Ptolomeo, y también es una de las 88 constelaciones modernas. Se piensa que originalmente Piscis Austrinus fue la única constelación con forma de pez, Piscis fue considerada con forma de pez posteriormente, y que correspondía a Piscis Borealis o el Pez Boreal.

## Origen

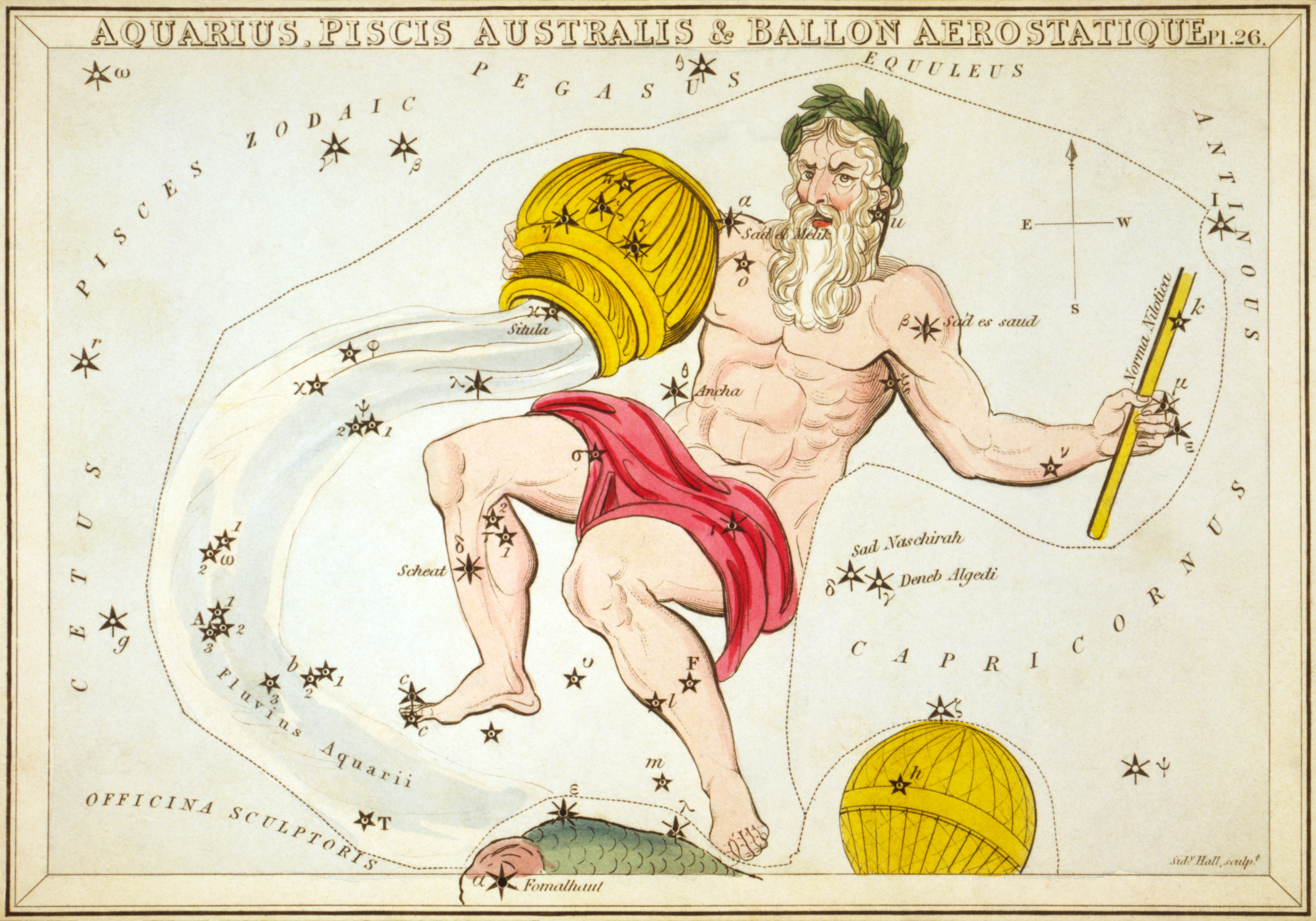
Piscis Austrinus puede verse cortado en la parte inferior de la representación de Urania's Mirror de 1825 de Aquarius. Junto a ella se encuentra la obsoleta constelación Ballon Aerostatique.

Piscis Austrinus se originó con la constelación babilónica conocida simplemente como el Pez (MUL.KU). El profesor de astronomía Bradley Schaefer ha propuesto que los antiguos observadores debían ser capaces de ver hasta el sur de Mu Piscis Austrini para definir un patrón que parecía un pez. Junto con el águila Aquila el cuervo Corvus y la serpiente de agua Hydra, Piscis Austrinus fue introducido por los antiguos griegos alrededor del año 500 a. C.; las constelaciones marcaban el verano y el solsticio de invierno, respectivamente.
Los asirios la asociaban con el dios pez Dagón, que John Milton describió en su poema épico El paraíso perdido (1667) como «monstruo marino, hombre hacia arriba y pez hacia abajo». En el Antiguo Egipto, la diosa Isis colocó el pez en el cielo en agradecimiento por salvarle la vida, mientras que en la mitología griega la constelación representaba al Gran Pez, de quien se decía que había concebido los dos peces asociados a Piscis. Piscis Austrinus fue también una de las 48 constelaciones incluidas originalmente por el astrónomo griego Ptolomeo en su tratado estelar llamado Almagesto (150 d. C.), pero hacia 1598 d. C. Petrus Plancius eliminó algunas de sus estrellas para formar la nueva constelación de Grus.

## Características destacables

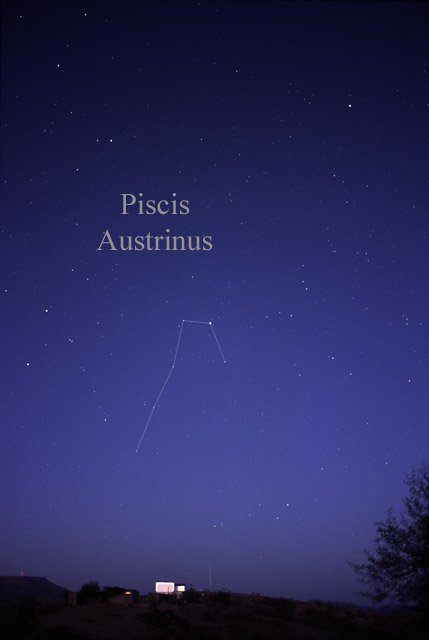
Constelación de Piscis Austrinus

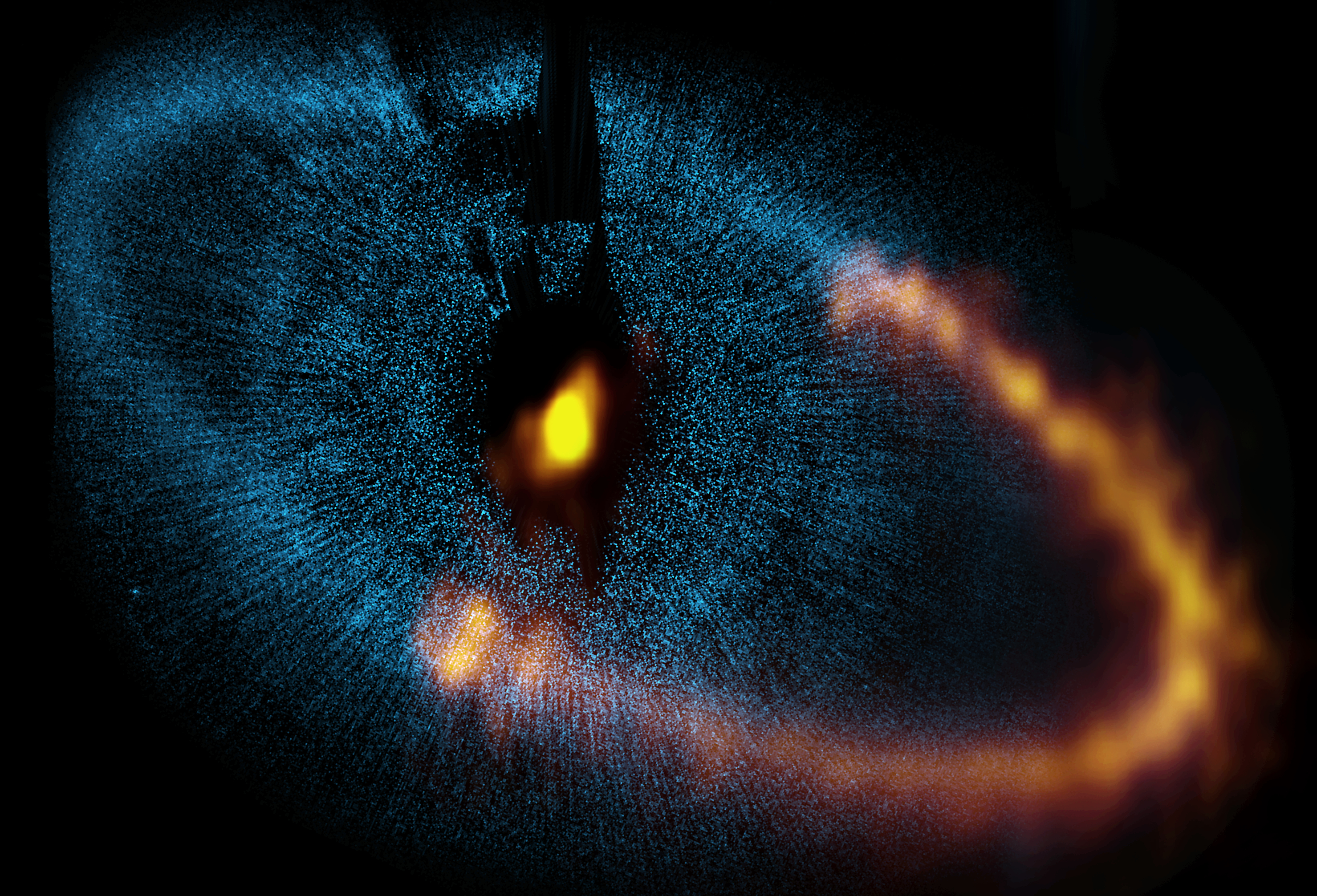
Imagen del disco de escombros en torno a Fomalhaut obtenida por ALMA

Fomalhaut, la principal estrella de la constelación, es una estrella blanca de la secuencia principal de tipo espectral A4V que se encuentra a 25,1 años luz de la Tierra.
Su masa es 2,3 veces mayor que la del Sol y brilla con una luminosidad 17,7 veces mayor que la luminosidad solar.
Es una estrella múltiple asociada a TW Piscis Austrini —enana naranja y variable BY Draconis— y LP 876-10.
En 2008 se anunció el descubrimiento de un planeta —denominado Dagon— alrededor de Fomalhaut y se confirmó su presencia por observaciones en el espectro visible; sin embargo, posteriores estudios han puesto en duda la existencia de este exoplaneta.
Algo más caliente y luminosa, β Piscis Austrini tiene tipo espectral A1V y su luminosidad duplica la de Fomalhaut, si bien se encuentra a una distancia de 143 años luz de nosotros.
De parecidas características son γ Piscis Austrini —de tipo A0V y 81 veces más luminosa que el Sol— y μ Piscis Austrini —de tipo A1.5Vn—.
La segunda estrella más brillante en la constelación es ε Piscis Austrini. Es una estrella blanco-azulada de tipo B8Ve que rota a gran velocidad (216 km/s). Como consecuencia de ello es una estrella Be con un disco ecuatorial caliente.
δ Piscis Austrini, tercera estrella más brillante de Piscis Austrinus, es una gigante amarilla de tipo G8III muy parecida a Capella A (α Aurigae) o Vindemiatrix (ε Virginis).
Otra estrella de interés es Lacaille 9352, una enana roja de tipo espectral M1.5V situada a menos de 11 años luz del sistema solar. Con apenas algo más del 1 % de la luminosidad solar, su metalicidad es un 60 % de la que tiene el Sol ([Fe/H] = -0,22).
En junio de 2019 se informó de la presencia de dos exoplanetas confirmados en órbita alrededor de esta estrella, que por su masa serían de tipo «supertierra».
HD 216770 es una enana amarilla de tipo G9V de elevada metalicidad donde se ha descubierto un planeta cuyo período orbital es de 118 días.
También Sāmaya, nombre oficial de HD 205739, es una estrella de tipo F7V con un planeta similar a Júpiter.
Entre las variables de la constelación está V Piscis Austrini, estrella de la rama asintótica gigante y variable semirregular de tipo SRb. Distante 900 años luz, tiene un tamaño 380 veces más grande que el del Sol.
En esta constelación se localiza NGC 7314, galaxia espiral distante 54,6 millones de años luz; alberga un núcleo galáctico activo (AGN), fuente emisora de rayos X que varía significativamente en escalas de tiempo de minutos u horas.
Asimismo, en Piscis Austrinus se localiza el objeto BL Lacertae PKS 2155-304, uno de los blázares más brillantes del firmamento.

## Estrellas

Imagen de Fomalhaut, estrella 18 veces más luminosa que el Sol situada a 25 años luz.

### Estrellas principales
- α Piscis Austrini (Fomalhaut —del árabe فم الحوت  fum/fam al-ħūt, "boca del pez/ballena"—), estrella blanca de la secuencia principal de magnitud 1,16 que tiene un disco circunestelar y que también puede tener un planeta extrasolar. Es conocida también por los nombres de Os Piscis Meridiana, Os Piscis Meridionalis, Os Piscis Notii y Difda al Auwel.
- β Piscis Austrini, estrella doble cuyas componentes, de magnitud 4,29 y 7,04, están separadas 30 segundos de arco.
- γ Piscis Austrini, estrella blanca de magnitud 4,46.
- δ Piscis Austrini, gigante amarilla de magnitud 4,23, la tercera estrella más brillante del Pez Austral.
- ε Piscis Austrini, segunda estrella más brillante de la constelación con magnitud 4,18.
- μ Piscis Austrini, subgigante blanca de magnitud 4,50.
- π Piscis Austrini, sistema binario de magnitud 5,12 que muestra un exceso en el infrarrojo.
- τ Piscis Austrini, enana amarilla más luminosa que el Sol de magnitud 4,92.
- R Piscis Austrini, variable Mira con un período de 297,6 días que en brillo máximo alcanza magnitud 8,3.
- TW Piscis Austrini, enana naranja de magnitud 6,48 distante 25 años luz de la Tierra.
- VV Piscis Austrini, estrella Be de magnitud 7,00.
- Lacaille 9352 (GJ 887), tenue enana roja de magnitud 7,34 situada a 10,7 años luz que posee un gran movimiento propio.
- HIP 112312, estrella binaria formada por dos estrellas presecuencia principal, denominadas WW Piscis Austrini y TX Piscis Austrini.
- HD 205739 y HD 216770, estrellas que albergan planetas extrasolares.

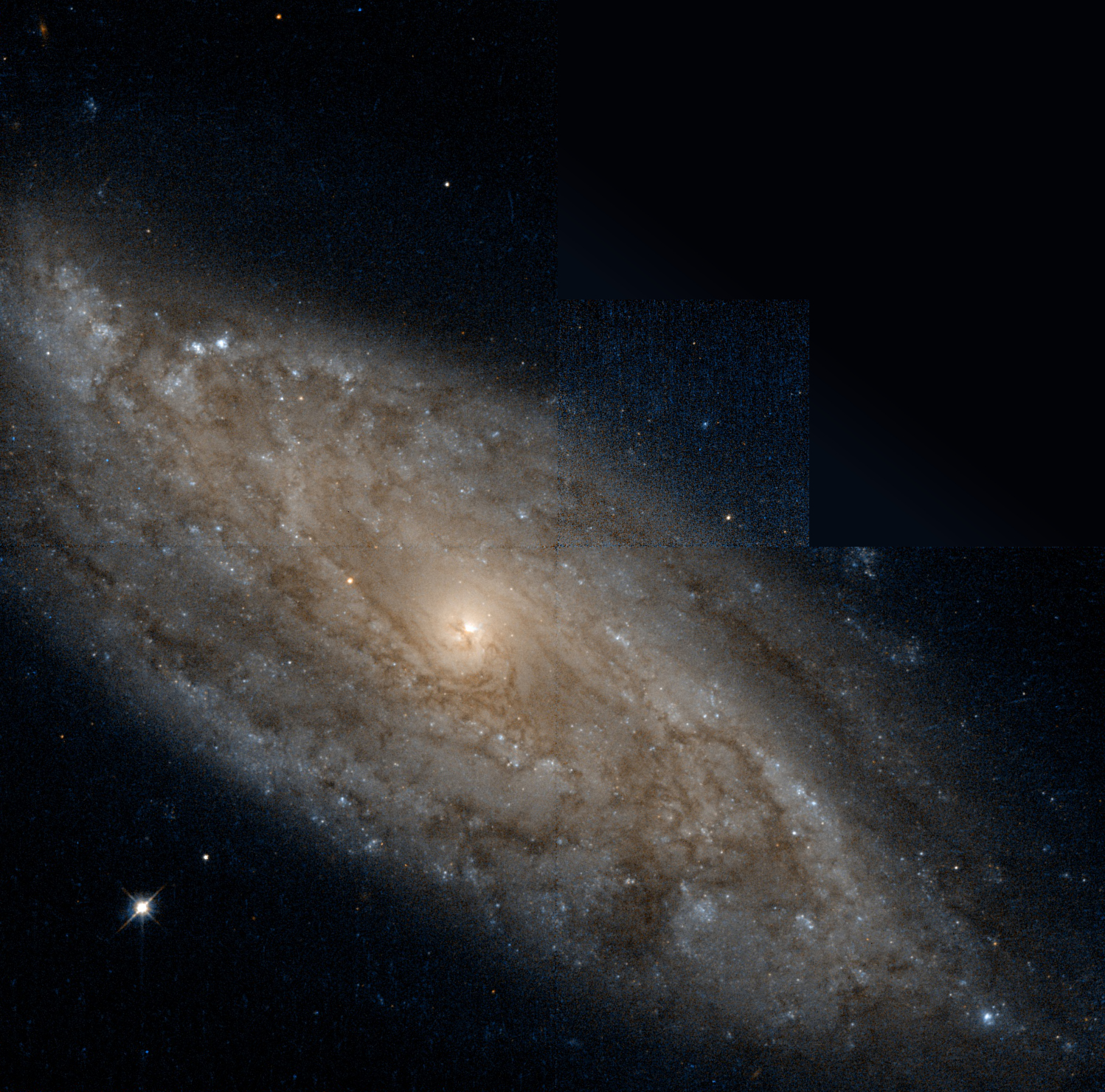
NGC 7314, galaxia descubierta por John Herschel en 1834

### Otras estrellas con designación Bayer
- ζ PsA 6,43; 12/η PsA 5,43; 10/θ PsA 5,02;  9/ι PsA 4,35; 16/λ PsA 5,45; υ PsA 4,99

### Otras estrellas con designación Flamsteed
- 2 PsA 5,20; 3 PsA 5,41; 5 PsA 6,52; 6 PsA 5,97; 7 PsA 6,10; 8 PsA 5,73; 13 PsA 6,45; 19 PsA 6,12; 21 PsA 5,99

## Objetos de cielo profundo
- NGC 7172, galaxia espiral.
- NGC 7314, galaxia espiral de magnitud 10,9.

## Mitología
Sobre el catasterismo del Gran Pez, el astrónomo griego Eratóstenes nos cuenta que se traga el agua que vierte el Aguador. Según declara Ctesias, se cuenta la historia de que éste se hallaba antes en cierta laguna por la parte de Bámbice. Al caer en ella de noche Dérceto, a la cual dan el nombre de diosa Siria los habitantes de aquellos lugares, se cree que lo salvaron; también afirman que son vástagos suyos los dos Peces. A todos estos se los honró y se los situó entre los astros en atención a Dérceto, que era hija de Afrodita. Los moradores de aquel país fabrican peces de oro y plata y, como si fueran sagrados, les rinden honores, cumplidos por lo que aconteció. Otra versión, hablando sobre el Pez del sur, dice que cuando Isis estaba de parto, se cree que él la salvó, y como recompensa por esta bondad, colocó al pez y a su cría entre las estrellas (esto es, los Peces). Como resultado, los sirios generalmente no comen pescado, y adoran como dioses domésticos.